# Trachelas spinulatus
Trachelas spinulatus är en spindelart som beskrevs av F. O. Pickard-Cambridge 1899. Trachelas spinulatus ingår i släktet Trachelas och familjen flinkspindlar. Inga underarter finns listade i Catalogue of Life.